# 卡丹德雷亚
卡丹德雷亚（義大利語：Ca' d'Andrea），是意大利克雷莫纳省的一个市镇。总面积17平方公里，人口495人，人口密度29.1人/平方公里（2009年）。国家统计（ISTAT）代码为019008。